# Max Janowski
Max Janowski (29 janvier 1912, Berlin - 8 avril 1991, Hyde Park, Chicago) est un compositeur de musique liturgique juive, chef d'orchestre, directeur de chorale, et professeur de chant américain né en Allemagne. Parmi ses interprètes, on trouve Jan Peerce et Barbra Streisand. 

## Éléments biographiques
Max Janowski est né à Berlin, en Allemagne, en 1912, dans une famille de musiciens. Sa mère, Miriam Janowski, est une chanteuse d'opéra et son père dirige des chœurs et l'éducation de chantres Hazzanim.
Il étudie le piano et l'orgue au conservatoire Schwarenka de Berlin.
En 1933, il remporte un concours de piano, ce qui lui vaut d'être engagé pour diriger le département de piano de l'Académie Mosashino de Tokyo au Japon, lui permettant d'échapper à l'Allemagne nazie. Il reste 4 ans au Japon.
Il émigre aux États-Unis en 1937.
De 1938 jusqu'à la fin de sa vie, il est le directeur musical de la KAM Isaiah Israel Congregation à Hyde Park, à Chicago.
Le seul interlude est quand il sert dans la marine américaine durant la Seconde Guerre mondiale, de 1942 à 1946.
Parmi ses compositions les plus célèbres, on trouve les prières juives Avinu Malkeinu (Notre Père, Notre Roi), Sim Shalom (Chant de Paix), Yismehu et Ve-Shomeru.
Il est mort à Hyde Park, Chicago, Illinois, le lundi 8 avril 1991, à l'âge de 79 ans.
Célibataire, il est survécu par sa mère Miriam Janowski, de Tel Aviv-Jaffa, en Israël.

## Parmi ses élèves
- Isola Jones
- Sherrill Milnes